# ヘッセン (フリゲート)
ヘッセン（ドイツ語：Hessen, F 221）は、ドイツ海軍のフリゲート。ザクセン級フリゲートの3番艦。艦名はヘッセン州に由来し、この名を受け継いだドイツの艦艇としては3代目にあたる。

## 艦歴
「ヘッセン」は、ノルトゼーヴェルケエムデン工場で2001年9月14日に起工し、2003年7月26日に進水、2006年4月21日に就役し第2フリゲート戦隊に配属された。
2007年の第33回主要国首脳会議でハイリゲンダム沿海にてサミット期間中は警戒任務に就いていた。2008年にはレバノン沖合にて国際連合レバノン暫定駐留軍（UNIFIL）の海上部隊として展開した。
2009年にはアメリカ合衆国東海岸沖合にてアメリカ合衆国海軍の空母「CVN-69 ドワイト・D・アイゼンハワー」と共同演習に参加し、2010年3月からは「CVN-75 ハリー・S・トルーマン」空母打撃群に属している。半年間の任務中はアメリカ軍の指揮下におかれた。この任務は地域安全保障の枠組でその安定化を目的とした作戦であった。同年6月にアメリカ軍艦の他イスラエル海軍艦艇と共にスエズ運河を通過した。

2024年2月、イエメンのフーシ派による商船攻撃に対応するため紅海南部に展開。2月27日、敵味方不明で関係国にも確認が取れなかった無人機に対して、SM-2艦対空ミサイル2発を発射したが、レーダーシステムの技術的問題のために命中しなかった。後に無人機はアメリカ軍のMQ-9であったことが判明した。さらに同日、フーシ派の自爆型無人機2機を探知し、76mm速射砲とRAM艦対空ミサイルでそれぞれ1機を撃墜した。3月21日、搭載機のシー・リンクスMk.88Aヘリコプターがフーシ派の無人水上艇を破壊した。4月6日、商船護衛中に飛来したミサイルを撃墜した。
第2機動隊群第2フリゲート戦隊に所属し、ヴィルヘルムスハーフェンを母港としている。